# IS-LM model

IS/LM model - křivka IS se např. při fiskální expanzi posouvá doprava a způsobuje tím vyšší úrokové míry

IS-LM model je makroekonomický model, který zobrazuje vztah peněžního trhu a trhu zboží a služeb. Průnik křivky IS a křivky LM označuje "všeobecný rovnovážný bod", který je rovnovážným bodem všech takových trhů v ekonomice. IS-LM znamená Investment Saving (z angl. investiční úspory) / Liquidity preference Money supply (z angl. peněžní nabídka preference likvidity).

## Historie
IS-LM model byl vytvořen na Konferenci ekonometrie, která se konala v Oxfordu v září 1936. Roy Harrod, John R. Hicks a James Meade současně prezentovali svoje materiály obsahující matematický model, který měl shrnovat John Maynard Keynesovu Všeobecnou teorii zaměstnanosti, úroků a peněz. Hicks, který viděl návrh Harrodovy práce, vytvořil konečný IS-LM model (původně se model jmenoval IS-LL). Později tuto změnu prezentoval v práci Mr. Keynes and the Classics: A Suggested Interpretation.
Hicks později souhlasil, že modelu chyběly základní poznatky keynesiánské teorie, kdy kritizoval především slabé používání modelu mimo školní lavice a celkově se vyjádřil v nesouhlas k používání modelů s rovnovážným bodem: "Když se podíváte na otázky politiky směřující do budoucnosti a ne do minulosti, použití metod s rovnovážným bodem je stále pochybnější." První problém byl, že prezentoval reálný a monetární sektor odděleně – něco, co chtěl Keynes spojit. Navíc, modely s rovnovážným bodem ignorují nejistotu – a preference likvidity má opodstatnění pouze při zavedení nejistoty – "Likvidita zde nedává smysl, když jsou očekávání jasná." Posun v IS nebo v LM křivce způsobí posun v očekáváních a to znamená, že křivka LM se opět pohne.
Nejmodernější makroekonomické teorie vnímají IS-LM model jako skvělou aproximaci pro porozumění reálného světa. Ačkoliv byl model mnohokrát zpochybňován jako neúplný a v některých kruzích byl přijat jako nedokonalý, model je široce užíván a je vnímaný jako velmi užitečný při výkladu makroekonomie. Vyskytuje se tak ve většině vysokoškolských učebnic.

## Formulace
Model je ohraničen dvěma protínajícími se osami a je vymezen v prvním kvadrantu. Horizontální osa představuje hrubý domácí produkt a je označena jako Y. Vertikální osa představuje nominální úrokovou míru a je označena jako i. V 1. kvadrantu se protínají dvě křivky, IS a LM. Bod, kde se tyto křivky protínají, se nazývá krátkodobý rovnovážný bod v reálném a monetárním sektoru (tyto trhy mohou také zahrnovat i jiné trhy, např. trh práce): oba dva trhy jsou v tomto bodě v rovnováze. Průsečík zobrazuje jedinečnou kombinaci reálného HDP a nominálních úrokových měr pro danou ekonomiku.

## Posuny
V modelu se dají zobrazovat účinky fiskální politiky. Pokud se zvýší deficit rozpočtu (fiskální expanze – státní výdaje rostou), má to stejné účinky jako např. zvýšení soukromých investic, tedy že se zvyšuje poptávka po domácím produktu na každé úrovni úrokové míry. Pokud dojde k fiskální expanzi, posouváme křivku IS doprava. To samozřejmě zvýší rovnovážný bod – zvýší se úroková míra (z bodu i1 do bodu i2) i HDP (z Y1 do Y2).
Graf ukazuje hlavní kritiku nadměrných státních výdajů, které mají stimulovat ekonomiku – zvyšování úrokových měr, které vytěsňují např. soukromé investice, což může mít v dlouhém období za následek pokles růstu agregátní nabídky (což je HDP).

## Modifikace modelu
Základní verze modelu IS-LM skýtá některá omezení. Počítá s uzavřenou ekonomikou, nezávislou na transakcích s ekonomikami zahraničními (export/import zboží resp. služeb, příliv/odliv kapitálu v rámci jednotlivých položek tzv. platební bilance) a nerozlišuje reálné ekonomické veličiny od nominálních. Ekonomové proto vyvinuli sofistikovanější verze IS-LM modelu, jež tato omezení eliminují a tím model více přibližují realitě. Model IS-ELM (IS-ALM) pracuje kromě nominálních úrokových měr rovněž s úrokovými mírami reálnými a model IS-LM-BP znázorňuje otevřenou ekonomiku, zahrnující transakce se zahraničím, vyjádřené formou platební bilance. Model IS-LM-BP s dokonalou kapitálovou mobilitou je nazýván rovněž jako tzv. Mundell-Flemingův model, podle jmen jeho tvůrců Roberta Mundella a Marcuse Fleminga.